# Хотин (жудець)
Жудець Хотин (рум. Județul Hotin) — адміністративна одиниця Румунського королівства у 1918-1940 роках.

Герб Хотинського жудецю 1928—1940 років

У 1919 на території жудецю відбулося Хотинське повстання.

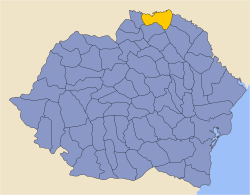

У 1938 жудець було включено до Сучавського цинуту.
Внаслідок Бесарабсько-буковинського походу Червоної армії в липні 1940 Хотинський жудець приєднано до СРСР. Відтак його терени (за винятком Липканського і Бричанського районів) об'єднано з Північною Буковиною й утворено Чернівецьку область УРСР.
У 1941 війська Румунського королівства (союзника нацистської Німеччини) зайняли територію Чернівецької області. На території Буковини було утворено Губернаторство Буковина та відновлено в його складі довоєнний Хотинський жудець.
Від 1944 на терені колишнього Хотинського жудеця поновлено стан 1940-1941 рр.